# めざせ!会社の星
『めざせ!会社の星』（めざせ かいしゃのほし）は、NHK教育テレビジョン（NHK Eテレ）で2008年4月5日から放送されているNHK名古屋放送局制作のバラエティ番組である。2013年4月からは『Good Job!会社の星』（グッジョブ かいしゃのほし）とのタイトルで放送されている。字幕放送実施。

## 番組概要
『ビジネス未来人』の後継番組として2008年4月5日開始。視聴対象は主に20代の若手ビジネスマンとしており、仕事の上で直面する出来事を毎週1つのテーマにして進行している（例外あり）。また、取り上げるテーマも様々であり、通勤から敬語の正しい使い方まで多岐にわたる。
番組の構成としては大まかにテーマ提起、事例紹介、テーマの解決策の提案が主になっている。スタジオ収録では若手社員が毎回4人～6人出演している。また、その座席は「スターカンパニー」と呼ばれ、各座席には会社の役職名（社長、主任など）が書かれた紙コップやぬいぐるみが置かれていた（2008年）。
コーナーやタイトルロゴを何度かリニューアルされており、不定期にゲストが出演している。

## 主なコーナー・歴史
取り上げるテーマによっては放送されない場合がある。

### 2008年度
番組開始初期のタイトルロゴは、黄色がベースになったロゴで「星」を大きく形取ったものである。
オープニングコント
番組タイトルが出る前にアンジャッシュがその日のテーマにちなんだコントをする。
ワガシャの一番星
番組中盤に放送されるコーナー。若手社員の働く光景と普段心掛けていることなどを紹介する。
今週のカリスマ
番組最後に放送されるコーナー。ビジネスの最前線で活躍する経営者などが若手ビジネスマンにアドバイスを贈る内容。過去に出演した「カリスマ」は見城徹、田崎真也、野尻佳孝、坂東眞理子など。

### 2009年度
この年から、番組のタイトルロゴが青色をベースとした現在のものに変更。また、収録形式もスタジオ以外でも行われるようになる。2009年10月18日・10月25日放送分では勝間和代をゲストに迎えて、特別版を放送した。
答えて!Amigo
番組最後に放送されるコーナー。若手社員の仕事の悩み（投稿）を1件紹介し、街頭の若手社員にインタビューして解決案を答えてもらう内容。

### 2010年度
2010年度からは、地上デジタル放送への完全移行を前提として、アナログ放送ではレターボックス形式での放送に変更。また、字幕スーパーも地上デジタル放送向きに表示位置を変更している。
ギョーカイ用語講座
番組終盤に放送されるコーナー。司会の杉浦友紀があらゆる業界の中で特に使われている用語を紹介するもの。なお、その際には杉浦がその業界に関係する衣装を着用(コスプレ)し、その業種をイメージした名前（例　百貨店子・空飛代・病院子・化粧子・鉄道子・王将子など）で登場するパターンが多い。

### 2011年度
ユッキーのビジネス英語講座
番組最後に放送されるコーナー。街角でユッキー（杉浦友紀）がフリップを持ちながらビジネス英語を紹介する内容。

### 2012年度・2013年度
コジマの法則
番組最後に放送されるコーナー。児嶋一哉がそのテーマの回で今まで取り上げた法則のまとめを語る。

## 出演者
- 重役（MC）
  - アンジャッシュ（渡部建・児嶋一哉）
- 社長秘書（アシスタント）
いずれも名古屋放送局アナウンサー（在任当時を含む）
  - 橋本奈穂子（2008・2009年度）
  - 杉浦友紀（2010・2011年度）
  - 池田伸子（2012年度・2013年度）
- ご意見番
  - 石原壮一郎 - 不定期で出演
- ナレーション
  - DALE

## テーマ曲
- オープニング
  - ガガガSP「つなひき帝国」（ - 2010年3月）
  - 阿部真央「give me your love」（2010年4月 - 2011年3月）
  - YUKI「プレゼント」（2011年4月 - ）
- エンディング
  - ユニコーン「スカイハイ」（ - 2011年3月）
  - ダイアナ・ロス「I Love You Baby」（2011年4月 - 2012年3月）
  - THE BAWDIES「KEEP YOU HAPPY」（2012年4月 - ）

## 放送時間
いずれも日本標準時（JST）。特記なき場合はEテレでの放送。

### 現在
2013年度
番組タイトルが「Good　Job!　会社の星」に変更された。
- 本放送：水曜日 23:30 - 23:55
- 再放送：火曜日 1:00 - 1:24
- 総合テレビ（中部7県） 金曜日 22:55 - 23:19※データ放送実施

### 過去
2008年度
- 本放送：土曜日 23:30 - 0:00
- 再放送：翌週火曜日 0:50 - 1:20（月曜日深夜）、翌週金曜日 15:30 - 16:00（デジタル023chで放送）

2009年度
放送時間が5分短縮となる。
- 本放送：日曜日 0:00 - 0:25（土曜日深夜）
- 再放送：月曜日 23:30 - 23:55、木曜日 3:35 - 4:00（BS2、水曜日深夜）

2010年度
この年度をもって、BSでの難視聴対策の放送は終了となる。
- 本放送：日曜日 0:15 - 0:40（土曜日深夜）
- 再放送：月曜日 23:30 - 23:55、火曜日 17:00 - 17:27（BS2）

2011年度
- 本放送：土曜日 23:55 - 0:20
- 再放送：金曜日 0:25 - 0:50（木曜日深夜）

2012年度
- 本放送：土曜日 23:45 - 0:10
- 再放送：水曜日 11:30 - 11:55

この他、NHK大阪放送局が近畿地方向けに放送する『よるtoもっと』（総合テレビ）でも不定期に放送された。

## 総合テレビでのローカル放送
制作局名古屋局が管轄する東海・北陸地方では、上記以外に総合テレビでも地域番組として先行放送が実施されている。なお、原則として年末年始や祝日、夏季特別編成実施時には先行放送は行われない。
2008年度の場合は以下の通りであった。ほかの番組とともに『リトル・チャロ』（23:30 - 23:35）、『世界ふれあい街歩き』（23:35 - 24:20、近畿地方は『上方演芸ホール』を放送）を差し替える形となった。
- 23:30 - 0:00：めざせ!会社の星
- 月曜日 0:00 - 0:10（日曜日深夜）：サタ★テン（東海3県は再放送）
- 月曜日 0:10 - 0:20（同上）：パパサウルス（本来の放送時間には『器 夢工房』を放送）

2009年度は、『世界ふれあい街歩き』が従前通り月曜日16:05からの放送となっていることから、同番組の新年度の本来放送時間である金曜日夜に行われる。また、曜日日変更に伴い、この番組に限り全国に先行して放送されている。日曜日夜については『MUSIC JAPAN』が移動、『わたしが子どもだったころ』が繰り上げ。
- 22:45 - 22:55：パパサウルス
- 22:55 - 23:20：めざせ!会社の星
- 23:20 - 23:30：サタ★テン（東海3県は再放送）

2010年度は、『金曜日ドラマ』廃枠によって『世界ふれあい街歩き』が金曜日の22時からの放送に変更。同時に、先行放送の時間帯が22:00 - 22:25に変更された。2011年度も以下の時間帯での先行放送が実施される。
- 22:00 - 22:25：めざせ!会社の星
- 22:25 - 22:40：サタテン
- 22:40 - 22:45：NHKプレマップ

2012年度は、金曜日22時台に全国枠の新番組『情報LIVE ただイマ!』を新設するのに伴い、先行放送の時間帯が22:55 - 23:20に変更される。（『ドラクロワ』の差し替え扱い）
- 22:55 - 23:20：めざせ!会社の星
- 23:20 - 23:25：ミニ番組

### 特例
2011年9月23日（秋分の日）は祝日該当日であるが、東海・北陸地方での先行放送が例外的に実施されることになる。
- 東海・北陸地方
  - 22:00 - 22:25：めざせ!会社の星「炎の夏合宿 後編」（先行放送・データ放送実施）
  - 22:25 - 22:50：めざせ!会社の星・選「ハジをかかない!ウェディングマナー」（再放送・データ放送なし）
  - 22:50 - 23:05：サタテン 吉川友ライブ
  - 23:05 - 23:13：NHKプレマップ（5分番組1本、3分番組1本）
- 東海・北陸地方以外の地域
  - 22:00 - 23:13：マイケル・サンデル 究極の選択「ビンラディン殺害に正義はあるか」
    - 東海・北陸地方は翌日（9月24日）の10:05 - 11:18に振替放送。

## データ放送
2010年9月10日放送分より、東海・北陸地方での先行放送において地上デジタル放送でデータ放送を開始（ワンセグは未実施）。
データ放送画面において、地域・性別を選択してキャラクターを育てていくもので、放送時間中にゲームなどを行っている。

## 特別番組
2011年1月10日未明（1月9日深夜）に、特別番組『オフィス関ヶ原!〜めざせ!会社の星SP〜』を総合テレビにおいて初めて放送。若手社員80人が会社の英語公用化と「飲みにケーション」を互いに議論する内容であった。
- 進行
  - アンジャッシュ（渡部建・児嶋一哉）
  - 杉浦友紀
- ゲスト
  - FUJIWARA（藤本敏史・原西孝幸）
  - 名越康文
- リポーター
  - 田中泉（当時富山放送局アナウンサー）
- VTR出演
  - 森永卓郎
  - 加藤夏希
  - スピードワゴン（小沢一敬・井戸田潤）
- 放送時間
  - 本放送：2011年1月10日（1月9日深夜） 総合テレビ 0:25 - 1:10（北海道・近畿地方を除く）
    - 北海道は『アナブロ正月スペシャル』、近畿地方は『上方演芸ホール』をそれぞれ放送。

  - 再放送：2011年1月15日 教育テレビ 16:00 - 16:45（北海道・近畿地方は本放送扱い）

2013年5月1日23時に、番組初の生放送特別番組『クイズバトル！ビジネスマンの新常識』をEテレにおいて放送。チームを秘書・ガテン系・外国人社員・普通社員の４つに分け、各チームのジャンルからの問題に解答する内容だった。
- 進行
  - 渡部建（アンジャッシュ）
  - 児嶋一哉（アンジャッシュ）- 今回は普通社員チーム解答者として出演。なお、児嶋自身に会社勤務の経験はない。
  - 池田伸子
- ゲスト
解答者として参加。いずれも会社勤務経験がある。
  - 福田彩乃 - 秘書チーム
  - 塚地武雅（ドランクドラゴン） - ガテン系チーム
  - ボビー・オロゴン - 外国人社員チーム
- 放送時間
  - 本放送：2013年5月1日 Eテレ 23:00 - 23：54

## 関連書籍
- 『めざせ!会社の星〜若手社員のための最強仕事マニュアル〜』（石原壮一郎編、NHK名古屋放送局「めざせ!会社の星」制作班） - 日本放送出版協会 ISBN 978-4140813355